# Belfegor

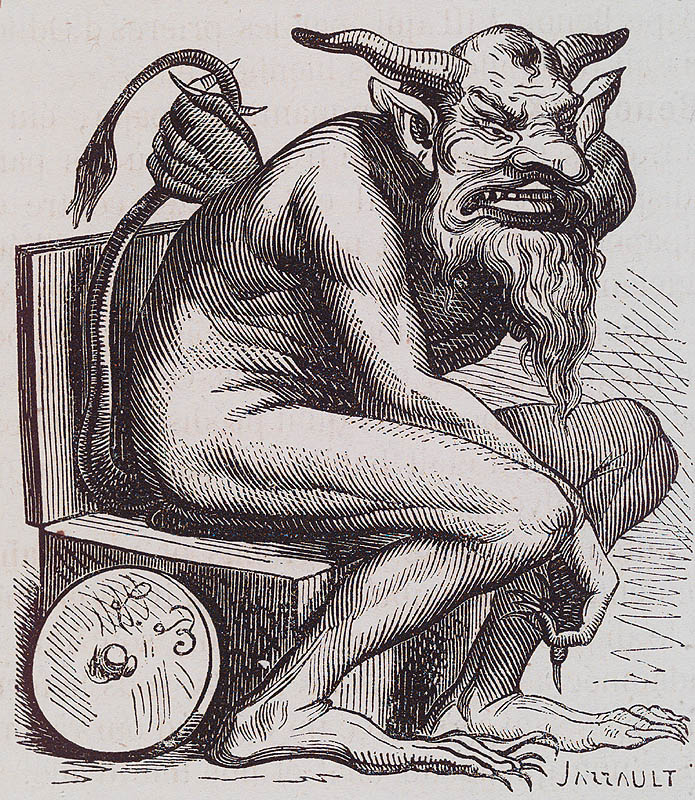
Ilustração de Belfegor do Dictionnaire Infernal

Belfegor (Belphegor; "o senhor do fogo") é uma divindade moabita venerada no monte Fegor. No cristianismo, é considerado o demônio da preguiça, das descobertas, do apodrecimento, dos inventos, da criatividade e dos ciclos. 
Era cultuado na antiga Palestina na forma de figura alta e barbuda com a boca aberta, tendo por língua gigantesco falo. O sabá dos feiticeiros da Idade Média não foram senão repetição, herança das festas de Belfegor.
Na mitologia cristã, Belfegor é um dos sete príncipes que governam o Inferno, sendo a personificação do primeiro pecado, a preguiça. Sua aparência modifica-se de acordo com a citação, desde ser bestial (semelhante a um lobo), monstro marinho com a boca rasgada de orelha a orelha e dentes afiadíssimos, até velho alto, barbudo, possuindo língua com forma de falo, dentes caninos grandes e cauda de dragão, ou até mesmo em algumas tradições religiosas, é retratado como sendo jovem de beleza exuberante.
Quando Lúcifer inicia sua rebelião contra o Criador, todos as hordas de anjos aliados ao Senhor pegam em armas para enfrentar as forças rebeldes, porém um dos anjos mais poderosos do paraíso, Bastiel, se recusa a participar daquela batalha. Bastiel abandona o sétimo céu e segue as "terras posteriores" onde o combate ainda não tinha atingido. Porém quando a guerra acaba, e as forças celestiais encontram Bastiel, ele é considerado desertor e enviado ao Inferno.  
Após ser enviado ao Inferno Bastiel é hostilizados pelas hostes infernais, porém  Lúcifer, o Imperador do Inferno, acaba por firmar aliança com Bastiel, nomeando-o Belfegor. Moloque, príncipe que reinava sobre o primeiro círculo do inferno (Desidia Circum Primus), se recusa a aceitar a presença de Belfegor. Porém Belfegor era um arcanjo e seus poderes eram superiores aos de Moloque, um simplório querubim. Após humilhado, Moloque é expulso de Desidia Circum, e Belfegor condecorado o Príncipe da Preguiça e Rei do Primeiro Círculo.

## Cultura popular
Na 15ª temporada da série americana Supernatural, o demônio Belfegor aparece nos 3 primeiros capítulos, tornando-se aliado de Sam, Dean e Castiel.